# كينغسلي إهيزيبو
كينغسلي إهيزيبو (بالهولندية: Kingsley Ehizibue)‏ (25 مايو 1995 بميونخ في ألمانيا - ) هو لاعب كرة قدم هولندي في مركز الدفاع. شارك مع منتخب هولندا تحت 21 سنة لكرة القدم. أما مع النوادي، فقد لعب مع بي إي سي زفوله.

## روابط خارجية
- كينغسلي إهيزيبو على موقع إي إس بي إن إف سي (الإنجليزية)
- كينغسلي إهيزيبو على موقع قاعدة بيانات كرة القدم.إي يو (الإنجليزية)
- كينغسلي إهيزيبو على موقع Soccerbase.com (لاعب) (الإنجليزية)
- كينغسلي إهيزيبو على موقع Soccerway.com (الإنجليزية)
- كينغسلي إهيزيبو على موقع عالم كرة القدم.نت (الإنجليزية)
- كينغسلي إهيزيبو على موقع AS.com (الإسبانية)